# LOVE YOUR LOVE
『LOVE YOUR LOVE』（ラブ・ユア・ラブ）は、日本の音楽グループLOVE PSYCHEDELICOの7枚目のスタジオ・アルバムである。2017年7月5日にビクターエンタテインメントよりリリースされた。

## 概要
グループ結成20周年のメモリアルイヤーである2017年に、約3年3カ月ぶりにリリースされたオリジナルフルアルバム。前作で自分たちの音楽的ルーツを確かめたあと、東日本大震災を機に音楽家としての自己を見つめ直し、自分たちなりの回答を探し出した作品。
収録された13曲すべてレコーディングのエンジニアリングからミックス作業までをメンバー2人で手掛け、彼らのプライベートスタジオにおいてほぼ自力で完成させた。普段より2人がお互いに曲のモチーフを持ち寄ったり、共作したりするパターンが多かった。いわゆる“デリコサウンド”のイメージを壊すべく、「LADY MADONNA 〜憂鬱なるスパイダー〜」や「Everybody needs somebody」などに代表されるギターリフと歌が呼応するロックンロール的な流儀の曲ではなく、歌中心の歌ものの楽曲やラテン・ロックという彼らとしては新しいタイプの曲にも挑戦している。
新しいスタートを切りたいという思いから、アートワークをデビュー当時にLOVE PSYCHEDELICOのアートワークを二人と一緒に作り上げた藤川コウに再び依頼。ジャケット写真はLOVE PSYCHEDELICOのアルバムジャケットとしては初となるKumiを全面に出したアートワークとなっている。 

## 収録曲
| 全作詞・作曲: LOVE PSYCHEDELICO。 |                                     |                   |                   |                            |      |
| #                                 | タイトル                            | 作詞              | 作曲・編曲        | ホーンアレンジ             | 時間 |
| 1.                                | 「Might Fall In Love」              | LOVE PSYCHEDELICO | LOVE PSYCHEDELICO |                            | 5:33 |
| 2.                                | 「Feel My Desire」                  | LOVE PSYCHEDELICO | LOVE PSYCHEDELICO | Jun Abe, LOVE PSYCHEDELICO | 3:26 |
| 3.                                | 「Birdie」                          | LOVE PSYCHEDELICO | LOVE PSYCHEDELICO |                            | 3:56 |
| 4.                                | 「This Moment」                     | LOVE PSYCHEDELICO | LOVE PSYCHEDELICO |                            | 4:28 |
| 5.                                | 「1 2 3」                           | LOVE PSYCHEDELICO | LOVE PSYCHEDELICO |                            | 3:41 |
| 6.                                | 「Good Times, Bad Times」           | LOVE PSYCHEDELICO | LOVE PSYCHEDELICO |                            | 4:44 |
| 7.                                | 「You'll Find Out」                 | LOVE PSYCHEDELICO | LOVE PSYCHEDELICO |                            | 4:12 |
| 8.                                | 「Rain Parade」                     | LOVE PSYCHEDELICO | LOVE PSYCHEDELICO |                            | 4:42 |
| 9.                                | 「Beautiful Lie」                   | LOVE PSYCHEDELICO | LOVE PSYCHEDELICO |                            | 4:30 |
| 10.                               | 「C'mon, It's My Life (Album Mix)」 | LOVE PSYCHEDELICO | LOVE PSYCHEDELICO |                            | 4:05 |
| 11.                               | 「Love Is All Around」              | LOVE PSYCHEDELICO | LOVE PSYCHEDELICO |                            | 3:54 |
| 12.                               | 「Place Of Love」                   | LOVE PSYCHEDELICO | LOVE PSYCHEDELICO | Jun Abe, LOVE PSYCHEDELICO | 4:48 |
| 13.                               | 「No Wonder」                       | LOVE PSYCHEDELICO | LOVE PSYCHEDELICO |                            | 5:03 |

| #  | タイトル                                       | 作詞 | 作曲・編曲 | 時間 |
| -- | ---------------------------------------------- | ---- | ---------- | ---- |
| 1. | 「1 2 3 (Demo Acoustic Version)」              |      |            | 3:37 |
| 2. | 「Love Is All Around (Demo Acoustic Version)」 |      |            | 4:08 |
| 3. | 「Birdie (Demo Acoustic Version)」             |      |            | 3:04 |
| 4. | 「Place Of Love (Demo Acoustic Version)」      |      |            | 2:30 |

## タイアップ
- 「Place Of Love」（映画『昼顔』主題歌）
- 「Good Times, Bad Times」（ジャックス CMソング/2014）
- 「Love Is All Around」（ジャックス CMソング/2015）
- 「This moment」（ジャックス CMソング/2016）
- 「C`mon, it`s my life」（GOOD YEAR CMソング）